# Зика, Рихард
Ри́хард Зи́ка (чеш. Richard Zika; 9 января 1897, Всетин — 10 ноября 1947, Прага) — чешский скрипач, музыкальный педагог и композитор.

## Биография
В детстве он выступал как «чудо-ребенок» и давал концерты с 6 лет. Его первым учителем был отец Карел Зика. Окончил Пражскую консерваторию. С 1917 года работал в Любляне, был концертмейстером в оркестре оперного театра, преподавал в консерватории. Затем вернулся в Чехословакию, где приобрёл известность преимущественно как ансамблевый музыкант, особенно в составе Квартета имени Ондржичека, где в 1932 году занял пульт второй скрипки, а с 1936 года играл первую скрипку. С основанием в 1946 году Пражской музыкальной академии занял должность профессора. Сочинял камерную музыку; струнный квартет Зики получил первую премию на международном конкурсе «Карильон» в Женеве.